# Воден транспорт
Воден транспорт е транспортът на хора или товари по вода.

## Същност
Вид транспорт, осъществяващ се чрез достатъчно големи водни басейни – океани, морета, реки, езера с помощта на различни видове кораби. В наши дни е един от най-евтините видове транспорт.

## История
Още от Праисторически времена човек създава примитивни плавателни средства канута еднодръвки, салове. Благодарение на тях е успял да се засели на много отдалечени места като Австралия, Нова Зеландия и други.
През Древността корабоплаването се усъвършенства значително. Появяват се по-големи и надеждни плавателни съдове. Това значително спомага за развитието на търговията, обмена на знания и идеи.
През Античността започва оформянето на стабилни морски пътища, създават се нова видове кораби, усъвършенства се навигацията. Създават се биерите и триерите задвижвани със съответно два или три реда гребци и голямо квадратно платно. Създават се нови по-добри карти.
През Средновековието науките са в застой. Поради това развитието на корабоплаването претърпява незначителни промени. Екипажа на корабите е многоброен и не може да носи много запаси, освен това корабите не могат да се ориентират в открито море.
През Ренесанса настъпва преломен период през който благодарение на откритията в навигацията
и корабостроенето биват осъществени Великите географски открития.